# Svenneby, Linköpings kommun

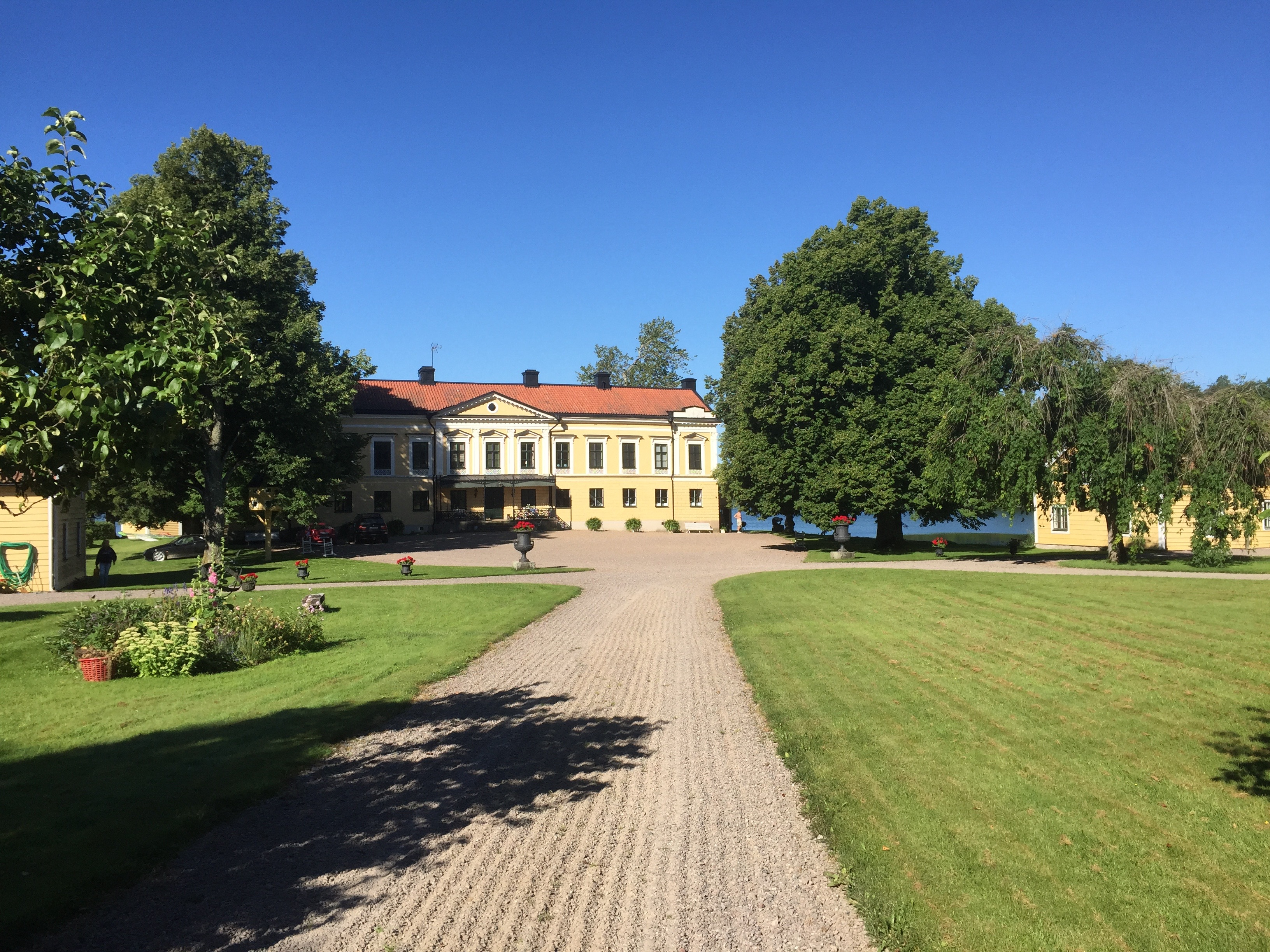

Swenneby säteri (även skrivet Svenneby) är en herrgård i Örtomta socken, Östergötlands län och ligger cirka två mil öster om Linköping.  
Swenneby omnämns första gången år 1389 såsom Suenaby, då ägt av Kerstin Magnusdotter. Under 1400-talet tillhörde gården först Jönis Benctsson (Lejonansikte) och senare medeltidssläkten Gera, redan under denna tid innehade gården säterirättigheter. Swenneby skiftade därefter ägare ett antal gånger men saknade länge ett ordentligt "herrehus". År 1693 förvärvade greve Mauritz Vellingk Swenneby och lade det under Ekenäs förvaltning, grannslottet som han själv bebodde. En senare ägare till Ekenäs, friherre Svante Banér, sålde år 1825 Swenneby till majoren Tobias Fogelström, denne lät uppföra det corps-de-logi med tillhörande flyglar intill Svennebysjön som stod klart år 1827 och bebos än i dag. Fogelström som var barnlös testamenterade Swenneby till Svante Banérs barn varav den ena, dottern Anna Sofia Viktoria, löste ut sin bror och gifte sig med friherre Ivar Koskull. Koskull lät bygga ut mangårdsbyggnaden och gav det dess nuvarande utseende. Swenneby har sedan dess gått i arv från Ivar Koskull och ägs i dag av familjen Bang.
Swennebys verksamhet omfattar i dag en aktiv skogs- och lantbruksförvaltning där en del av marken är utarrenderad, likaså jakten. Ett flertal bostäder hyrs även ut i form av hästgårdar, övriga året-runt-hus och sommarstugor. Inom ägorna ligger Svennebysjön med en badplats i sjöns södra del. Herrgården är inte öppen för besökare.  